# Jeroni Alomar Poquet
Jeroni Alomar Poquet era un prevere natural de Llubí (1894), ex vicari de Son Carrió i d'Esporles, era condeixeble del canonge Andreu Caimari i del que fou rector de Santa Eulàlia de Palma, i de Jaume Sampol Antich, que seria Secretari del Seminari Diocesà, i no obstant fou empresonat, conjuntament amb altres persones, entre les quals hi havia el sacerdot Antoni Rosselló Sabater, durant uns mesos i assassinat al cementiri de Palma el 7 de juny de 1937.
Es diu que el prevere en el moment funest es lleva la sotana perquè no volia que es tacàs de sang, i just abans dels tirs cridà "¡Viva Cristo Rey!". La reacció dins el clergat mallorquí de l'època davant aquest afusellament fou molt escassa, i la por s'apoderà dels qui vestien sotana o hàbit, que era el que volien amb aquella mort els que governaven l'illa. Aquesta por durà molt de temps, sinó dura encara, tal com assenyalà el bisbe Teodor Úbeda en un sermó que feu l'any 1995, en un acte a l'església dels caputxins al mateix temps que l'arquitecte Gabriel Alomar feia una clara defensa de la bonhomia, l'honor, i l'esperit cristià del seu cosí afusellat feia 58 anys. Es diu que l'empresonament es produí per la xerrameca d'un tal Oliver de Sencelles i de don Andreu Caselles que titllaren al prevere, i alguns diuen que efectivament hi fou trobat, de recollir republicans i enviar-los a Menorca a fi que salvassin la seva vida.